# Мало Блашко
Мало Блашко је насељено мјесто на подручју града Лакташи, Република Српска, БиХ. Према попису становништва из 2013. у насељу је живјело 667 становника.
Овде се налази црква рођења Богородице у Малом Блашком.

## Географија
Налази се у рељефној цјелини Жупа.

## Становништво
| Националност       | 1991.        | 1981.        | 1971.        | 1961. |
| Срби               | 553 (93,57%) | 526 (92,11%) | 567 (96,26%) |       |
| Југословени        | 26 (4,39%)   | 25 (4,37%)   |              |       |
| Хрвати             | 2 (0,33%)    |              | 1 (0,16%)    |       |
| остали и непознато | 10 (1,69%)   | 20 (3,50%)   | 21 (3,56%)   |       |
| Укупно             | 591          | 571          | 589          |       |

| Демографија | Демографија | Демографија |
| Година      | Становника  | Становника  |
| ----------- | ----------- | ----------- |
| 1948.       | 631         |             |
| 1953.       | 672         |             |
| 1961.       | 638         |             |
| 1971.       | 589         |             |
| 1981.       | 571         |             |
| 1991.       | 592         |             |
| 2013.       | 667         |             |